# Cacicus chrysonotus
El cacique montano sureño (Cacicus chrysonotus) es una especie de ave paseriforme de la familia Icteridae propia de los Andes centrales.

## Distribución y hábitat
El cacique montano sureño se localiza en los Andes del sur de Perú y el norte de Bolivia. Su hábitat natural son los bosques húmedos tropicales montanos entre los 1800 y 3300 metros de altitud.

## Taxonomía
El cacique montano sureño fue descrito científicamente en 1845 por los ornitólogos franceses Frédéric de Lafresnaye y Alcide d'Orbigny. Anteriormente se consideraba conespecífico del cacique montano norteño (Cacicus leucoramphus).